# Atagema triphylla
Atagema triphylla is een slakkensoort uit de familie van de Discodorididae. De wetenschappelijke naam van de soort is voor het eerst geldig gepubliceerd in 1892 door Bergh.